# Broadway the Hard Way
Albums de Frank Zappa
You Can't Do That on Stage Anymore, Vol. 2
(1988) You Can't Do That on Stage Anymore, Vol. 3
(1989)
Broadway the Hard Way est un concert de Frank Zappa enregistré en 1988.

## Historique
Le propos est particulièrement engagé, de nombreuses chansons parlent de politique, de religion (et surtout de quelques télévangélistes) et aborde des thèmes de l'actualité de l'époque et notamment la "Confinement Law". Cette loi visant notamment à contrôler les contenus à connotations sexuelles dans les chansons et contre laquelle Frank Zappa se battit beaucoup. Il tourne également en dérision, entre autres, Michael Jackson (Why Don't You Like Me?).
Musicalement, l'album est toujours aussi éclectique avec notamment un morceau à la mode rock FM californien (Any Kind of Pain) prenant une grande dimension musicale avec un solo de guitare très bien construit et d'une belle sonorité, ou encore de rap (Promiscuous). Le concert est ponctué par l'utilisation de bruitages et des mises en place complexes dans certains morceaux où de célèbres thèmes musicaux (le thème des incorruptibles notamment) sont parfois enchaînés dans le désordre pour appuyer le message. Dans la même veine, (Rhymin' Man) est un remarquable rodéo polyrythmique où Frank Zappa fait la démonstration de son génie humoristico-orchestral.
On trouve également des reprises sobres et respectueuses, notamment jazz avec Stolen Moments qui s'enchaîne directement par une reprise de Murder by Numbers chantée par Sting en sa qualité d'invité occasionnel. Outside Now issu de l'album Joe's Garage apparaît dans l'album sous une forme très mélancolique ce qui est rare chez Zappa qui méprisait les chansons d'amour et les ambiances pathétiques. Ce long morceau comporte un solo de guitare complexe particulièrement réussi et significatif du jeu de Zappa.

## Titres
Tous les titres sont de Frank Zappa, sauf mention contraire.

### Version vinyle

#### Première face
| No | Titre                            | Durée      |
| -- | -------------------------------- | ---------- |
| 1. | Elvis Has Just Left the Building | 2 min 24 s |
| 2. | Planet of the Baritone Women     | 2 min 48 s |
| 3. | Any Kind of Pain                 | 5 min 42 s |
| 4. | Jesus Thinks You're a Jerk       | 9 min 15 s |

#### Seconde face
| No | Titre                                   | Durée      |
| -- | --------------------------------------- | ---------- |
| 1. | Dickie's Such an Asshole                | 6 min 37 s |
| 2. | When the Lie's So Big                   | 3 min 38 s |
| 3. | Rhymin' Man                             | 3 min 51 s |
| 4. | Promiscuous                             | 2 min 03 s |
| 5. | The Untouchables (Nelson Riddle, Zappa) | 3 min 05 s |

### Version CD
| No  | Titre                                            | Durée      |
| --- | ------------------------------------------------ | ---------- |
| 1.  | Elvis Has Just Left the Building                 | 2 min 24 s |
| 2.  | Planet of the Baritone Women                     | 2 min 48 s |
| 3.  | Any Kind of Pain                                 | 5 min 42 s |
| 4.  | Dickie's Such an Asshole                         | 5 min 45 s |
| 5.  | When the Lie's So Big                            | 3 min 38 s |
| 6.  | Rhymin' Man                                      | 3 min 50 s |
| 7.  | Promiscuous                                      | 2 min 02 s |
| 8.  | The Untouchables (Riddle)                        | 2 min 26 s |
| 9.  | Why Don't You Like Me?                           | 2 min 57 s |
| 10. | Bacon Fat (Andre Williams, Dorothy Brown, Zappa) | 1 min 29 s |
| 11. | Stolen Moments (Oliver Nelson)                   | 2 min 57 s |
| 12. | Murder by Numbers (Sting, Andy Summers)          | 5 min 37 s |
| 13. | Jezebel Boy                                      | 2 min 27 s |
| 14. | Outside Now                                      | 7 min 49 s |
| 15. | Hot Plate Heaven at the Green Hotel              | 6 min 40 s |
| 16. | What Kind of Girl?                               | 3 min 17 s |
| 17. | Jesus Thinks You're a Jerk                       | 9 min 15 s |

## Musiciens
- Frank Zappa – guitare, chant
- Kurt McGettrick – saxophone baryton
- Scott Thunes – basse
- Albert Wing – saxophone ténor
- Ed Mann – percussions
- Chad Wackerman – batterie
- Ike Willis – guitare, chant
- Eric Buxton – chant
- Paul Carman – saxophone alto
- Walt Fowler – trompette
- Mike Keneally – synthétiseur, chant, guitare
- Sting – chant sur Murder By Numbers
- Bruce Fowler – trombone
- Robert Martin – claviers, chant

## Production
- Production : Frank Zappa
- Ingénierie : Bob Stone, Harry Andronis
- Direction musicale : Frank Zappa
- Photo couverture : Lynn Goldsmith
- Graphisme : A. West